# برنارد اف. شوتز
 برنارد اف شوتز (انگلیسی: Bernard F. Schutz؛ زاده ۱۱ اوت ۱۹۴۶) یک فیزیک‌دان اهل ایالات متحده آمریکا است.